# 河溪镇 (吉首市)
河溪镇，是中华人民共和国湖南省湘西土家族苗族自治州吉首市下辖的一个乡镇级行政单位。

## 行政区划
河溪镇下辖以下地区：
河溪社区、马鞍村、阿娜村、中岩村、张排村、岩排村、持久村、新建村、楠木村、渔溪村、铁岩村和永固村。